# Funcionalisme (sociologia)
El funcionalisme és un corrent teòric en les ciències socials on la seva perspectiva d'anàlisi de la societat és la societat com a sistema de subsistemes. Va sorgir a Anglaterra a la dècada de 1930 i està especialment amb la sociologia i l'antropologia social. Aquesta perspectiva teòrica concep la societat com un sistema compost de parts amb funcions determinades; considera la societat com un sistema que va cap a l'equilibri, on els individus són organismes que neixen asocials i són preparats durant la seva vida per viure en societat de forma harmònica. Té un enfocament empirista que preconitza els avantatges del treball de camp. Fins al segle xix, la majoria de les labors es realitzaven en un gabinet. El funcionalisme va obrir el camí de l'antropologia científica, desenvolupant-se després amb gran èxit als Estats Units.

## Definició
El funcionalisme és una escola de les ciències socials, l'origen de la qual es remunta als anys 30. Aquesta teoria es troba vinculada a pensadors com el francès Émile Durkheim i els nord-americans Talcott Parsons i Robert Merton, entre d'altres.
Sota aquesta mirada, les institucions socials (família, govern, economia, etc.) serien mitjans col·lectivament desenvolupats per a la satisfacció de les necessitats biològiques i culturals. Emfatitza, per tant, les mesures que les institucions prenen per a arribar a les finalitats socialment valorades. Els fets socials són estudiats en termes de causa-efecte, tenint en compte que el funcionalisme entén aquests fets com a interrelacionats i dependents els uns dels altres. Així doncs, aquest corrent de pensament creu que les ciències socials han d'apropar-se a les ciències naturals perquè comparteixen la mateixa lògica d'estudi: volen entendre la correlació de fets per poder predir el futur i preveure esdeveniments. Cal puntualitzar que, de la mateixa manera que les ciències naturals van passar a ser totalment positivistes durant el segle xx, el funcionalisme també és positivista.
S'oposava fortament a l'estructuralisme i plantejava l'estudi de la ment a partir de les funcions que cada individu desenvolupava i no des de l'estructura de la ment (com ho feia l'estructuralisme).
En l'escola funcionalista americana, destaquen dos noms: el primer Robert K Merton, sociòleg nord-americà (1910-2003), per a ell la societat és un sistema que està constituït per una estructura que roman en el temps, sent un sistema un conjunt d'elements interdependents, en equilibri i que tenen la possibilitat de canviar. El segon nom i el principal autor relacionat amb aquesta teoria és Talcott Parsons, sociòleg dels EUA (1902 - 1972), el qual posa un èmfasi particular en que el funcionalisme participa en  el manteniment de l'estabilitat social. Parsons va publicar el llibre The Social Sytem (1951) a principis de la Guerra Freda, en el qual considerava les institucions socials com a desenvolupadores d'una funció per al manteniment de l'estabilitat i el consens social. El funcionalisme estructural presentava als EUA de la postguerra com la societat superior per a la modernització, promovent-la com l'estàndard a seguir per la resta de societats.
En el funcionalisme, es va estudiar sobretot la nostra interacció amb el medi, les conductes que tenim i els efectes que les mateixes causen en els nostres respectius entorns. William James, James R. Angell, i John Dewey són els autors més destacats dins d'aquest corrent psicològic.
El moviment funcionalista té com a principal característica una visió centrada en el corrent empírica i en la importància de la tasca pràctica. Això va afavorir el desenvolupament de disciplines com l'antropologia científica, amb especialistes que es van dedicar a viatjar per tot el món per desenvolupar els seus treballs directament en el camp d'estudi.
La teoria del funcionalisme està basada en la teoria de sistemes i suposa que l'organització de la societat en un sistema exigeix la resolució de quatre qüestions essencials: el control de les tensions, l'adaptació a un entorn, la recerca d'un objectiu comú i la integració de les diferents classes socials.

## Història
El funcionalisme és un corrent que sorgeix a partir de nombrosos estudis a Anglaterra (a meitat de la dècada de 1930) en les ciències socials, concretament en sociologia i antropologia social.
La seva principal influència és el sociòleg francès Émile Durkheim, que pensa que els fets socials determinen els fets culturals. Altres autors d'influència són Talcott Parsons, Herbert Spencer i Robert Merton.
Es caracteritza per l'utilitarisme donat a les accions que han de sostenir l'ordre establert en les societats, i per un enfocament empirista que preconitza els avantatges del treball de camp. El funcionalisme estudia la societat sense tenir en compte la seva història, sinó tal com se la troba; intentant comprendre, com cada element de la societat s'articula amb els altres formant un tot, i exercint una funció dins d'aquesta societat. El corrent funcionalista és l'escola més estesa, s'ha arribat a naturalitzar i s'estudia com a paradigma de les ciències de la comunicació. Aquesta proposa un seguit de teories concretes amb continuïtat basades en diferents disciplines: la teoria hipodèrmica, la teoria dels efectes limitats, la teoria matemàtica de la comunicació i altres enfocaments més particulars.

## Context històric
- 1929 Crisi econòmica mundial.
- En els anys 1930, el creixent descontent dels alemanys va fer que Adolf Hitler prengués el control del país el 1933 amb un suport de la població sense precedents. Alemanya va deixar de banda la República de Weimar i es va convertir en un Estat totalitari igual que la Itàlia de Benito Mussolini.
- Alemania es desenvolupa novament; l'economia es rellança amb l'impuls que li dona la indústria i la inversió de l'Estat en infraestructures.
- L'Imperi Japonès es consolidava a Àsia, afectant els interessos d'Europa i EUA, especialment en el Pacífic. Japó crea un "Imperi titella» a la Xina sota el nom de Manchukuo.[cal citació]

## Bases de la teoria funcionalista

### Empirisme
L'empirisme és una de les bases de la teoria funcionalista. És un corrent filosòfic del segle xviii que busca conèixer la realitat a través de l'observació dels fenòmens observables. L'explicació dels esdeveniments s'obté, per als empiristes, mitjançant la construcció de lleis generals i les relacions causals entre fenòmens observables.

### Positivisme
Una altra doctrina filosòfica que va influir en la construcció del pensament funcionalista és el positivisme. Una escola sobre teoria de la ciència fundada per A. Comte, que comprèn una reforma en la societat i una religió. Constituint una teoria del saber que no admet una altra realitat que no siguin els fets, ni a investigar altra cosa que no siguin les relacions entre els fets.

### Teoria liberal
Aquesta teoria donava àmplia llibertat per posar en els mitjans el que volguessin els seus productors, inclosa la violència. Aquesta teoria s'havia originat com a reacció contra la tradició aristocràtica (l'enfocament anterior alfabetitzat), on la institució pública aristocràtica pretenia tenir el monopoli sobre la veritat. Es pot dir que d'un extrem es va passar a l'altre. La teoria d'alliberament dels mitjans de control productius apareix al segle xvii en els escrits Areopagitica (1644) de John Milton.